# 박재민 (방송인)
박재민(1983년 7월 30일 ~ )은 대한민국의 배우, 비보이, MC, KBS 스노보드/3x3 농구 해설위원, 교수, 운동선수이다. 비보이 크루 T.I.P. Crew의 멤버이다.

## 약력

### 학력
- 경기고등학교 졸업
- 서울대학교 사범대학 체육교육학과 학사 (경영학 복수전공)
- 서울대학교 행정대학원 정책학과 행정학 석사

### 경력
- 2010년 ~ : 서울종합예술학교 무용예술학부 전임교수
- 2009년 ~ : 전국동계체육대회 스노보드 서울시 대표
- 서울종합예술실용학교 무용예술계열 전임교수
- 국제스키연맹 스노보드 국제심판 (알파인, 하프파이프)
- 대한민국농구협회 국내심판
- 대한댄스스포츠연맹 국내심판
- 2018년 : 평창 동계올림픽 KBS 스노보드 해설위원
- 2018년 ~ : 한국3대3농구연맹 마케팅 홍보이사
- 2019년 ~ 2021년 : 서울시스키협회 이사
- 2020년 : 도쿄 하계올림픽 KBS 3x3 농구 해설위원
- 2021년 ~ : 대한댄스스포츠연맹 이사
- 2021년 ~ : 대한댄스스포츠연맹 경기력향상위원회 부위원장
- 2021년 ~ : 대한스키협회 스노보드 심판 위원장
- 2022년 : 베이징 동계올림픽 KBS 스노보드 해설위원
- 2024년 : 파리 하계올림픽 KBS 비보이 해설위원

## 출연작

### 영화
- 《춤추는 닌자의 전설 (Dancing Ninja)》 (2010년) - 카와사키 가이 역
- 《하이프네이션: 힙합사기꾼》 (2014년) - 배틀 MC 역
- 《소리꾼》 (2020년) - 남민 역
- 《카시오페아》 (2022년) - 수진 남편 역 (특별출연)
- 《한산: 용의 출현》 (2022년) - 와타나베 시치에몬 역
- 《한산 리덕스》 (2022년) - 와타나베 시치에몬 역
- 《리바운드》 (2023년) - 협회장기 중계 역 (특별출연)

### 드라마
- 《공주의 남자》 (KBS2, 2011년) - 짝눈이 역[1]
- 《솔로탈출 메뉴얼 PLAY GUIDE》 (tvN, 2013년) - 박재민 역
- 《조선 총잡이》 (KBS2, 2014년) - 종태 역
- 《왕의 얼굴》 (KBS2, 2014년) - 봉두 역
- 《내 사위의 여자》 (SBS, 2016년) - 차익준 역
- 《비밀은 없어》 (JTBC, 2024년) - 박재민 역 (특별출연)

### 방송
- 《B-boy HOT BATTLE》 (Mnet)
- 《스트리트 댄스 배틀》 (Mnet)
- 《비보이 유닛 월드 챔피언십》 (KBS N)
- 《스타의 친구를 소개합니다 시즌 2》 (MBC)
- 《출발드림팀 시즌 2》 (KBS2)
- 《섹션TV 연예통신》 (MBC)
- 《일요일이 좋다 : 영웅호걸》 (SBS)
- 《2011 스타댄스 대격돌》 (MBC)
- 《All the KPOP》 (MBC Music)
- 《도전 1000곡》 (SBS)
- 《SNS 마케팅쇼 완판기획》 (tvN)
- 《이제 만나러 갑니다》(채널A)
- 《올스타 올림픽》(KBS2)
- 《춤추는 100인의 황금마이크》 (MBC Music)
- 《다이아몬드 걸 시즌 2》 (QTV)
- 《스타 애정촌 시즌 3》 (SBS)
- 《쇼챔 트루백쇼》 (MBC Music)
- 《가족의 품격 풀하우스》 (KBS2)
- 《절대남자 시즌 3》(XTM)
- 《불멸의 국가대표 시즌 2》 (채널A)
- 《스타 다이빙 쇼 스플래시》 (MBC)
- 《월드 챌린지 - 우리가 간다》 (SBS)
- 《리얼체험 세상을 품다》 (KBS1)
- 《퀴즈쇼 사총사》 (KBS2)
- 《댄스 배틀 코리아》 (MBC Music)
- 《불후의 명곡 전설을 노래하다》 (KBS2)
- 《SBS 스페셜》 (SBS)
- 《세상의 모든 다큐》 (KBS2)
- 《우리말 겨루기》 (KBS1)
- 《청춘 익스프레스》 (KBS2)
- 《뷰티스타그램》 (OBS)
- 《Touch Q》 (arirang TV)
- 《차이나는 도올》 (JTBC)
- 《아는 만큼 보인다》 (SBS CNBC)
- 《나눔경영쇼 사장님이 美쳤어요》 (KBS2)
- 《버저비터》 (tvN)
- 《행복난민》 (tvN)
- 《배낭 속에 인문학》 (TV조선)
- 《외계통신》 (tvN)
- 《공동공부구역 JSA》 (E채널)
- 《진짜 사나이 300》 (MBC)
- 《진짜 농구, 핸섬타이거즈》(SBS) - 해설자

### 광고
- 롯데 - 칸타타 커피
- 캐논 - 카메라
- 일동제약 - 아로나민C
- 오비맥주 카스
- 서울우유 - 커피 도토루
- 다음 - 검색
- KTF - 쇼 (때문에 USIM 편)
- KTF - 쇼 (러브 액츄얼리 편)
- 오리온 - 예감
- 오리온 - 펌프껌
- EXCEED 화장품

### 뮤지컬
- 《잭팟》 (2010년)
- 《문나이트》 (2014년) - 이민수 역[2]

### 연극
- 《유민가》 (2015년) - 이홍 역
- 《아버지》 (2015년) - 장동욱 역
- 《헤이그 1907》 (2015년) - 이위종 역
- 《법대로 합시다!》 (2016년) - 유길동 역
- 《과부들》 (2017) - 엠마누엘 역
- 《협력자들》 (2018) - 블라디미르 역
- 《망자죽이기》 (2019) - 류보미르 역
- 《동굴가족》 (2020) - 공작 역
- 《리어왕》 (2021) - 에드가/ 톰 역
- 《위선자 따르뛰프》 (2022) - 따르뛰프 역

## 홍보대사
- 2013. 주한 캐나다 대사관 홍보대사[3]
- 2015. 나눔의 집 홍보대사
- 2015. (사) 따뜻한 한반도 사랑의 연탄나눔운동 홍보대사
- 2016. 사랑나눔봉사단 홍보대사

## 저서
- 《사랑이 구한다》